# Ane Hansen
 Ikke at forveksle med Ane Håkansson Hansen.
Ane Hansen (født 1961 i Akunnaaq) er en grønlandsk politiker fra partiet Inuit Ataqatigiit, der siden 1. januar 2018 har været borgmester for Qeqertalik Kommune.

## Politisk karriere
Hansen var borgmester i Aasiaat 1997–2001 og medlem af Grønlands Landsting 2002-13.
Hun var minister for fiskeri, fangst og landbrug i Grønlands Landsstyre 10. juni 2009 til 26. marts 2013 i regeringen Kuupik Kleist.
I sin ministertid var hun en omtvistet og kontroversiel figur, hvilket bl.a. medførte, at hun blev mødt med et mistillidsvotum i Landstinget.
Den 1. januar 2018 blev hun valgt som borgmester i den nyetablerede Qeqertalik Kommune.